# 渤海国历史争议
渤海国为7世纪大祚荣建立于东北亚的古王国，其主体居民渤海人在7世紀至13世紀間居住於今中国東北地區东部和今朝鮮半島東北部，因各种史籍记载的不同，其历史源流和民族构成存在争议。
渤海国建国時粟末靺鞨和高句麗遺民發揮了重要作用。《新唐書》稱渤海人出自高句麗支配下的粟末靺鞨，渤海人的風俗習慣和高句麗、契丹相同，沒有明確說明其高句麗之間的種族關係。
近代中國史学界更多採用《新唐書》的記載，認為渤海以靺鞨人為中心建國，屬於中國東北的古代民族國家。韓國及朝鲜史学界與中國形成鮮明對照，在認為高句麗是朝鮮史的一部分的前提下，認為渤海是以高句麗遺民為中心建立的；并一般認為高句麗人組成統治階級，靺鞨人為被統治階級。在日本，更多是採取認為渤海人是渤海建國後兩者的混血的說法。

## 主体民族
东亚各国对于渤海国的主体民族历来有不同的看法，这些历史看法也随着历史研究而不断变化：

### 靺鞨人说
東亞諸多史籍中，關於渤海國民族成份，多記載渤海國的主体民族為靺鞨族人，包括粟末靺鞨在内的诸靺鞨部落构成了靺鞨族的主体人口，建國者大祚荣出自仍然留守故地的粟末靺鞨，联合原伯咄、安车骨、拂涅、白山等四部靺鞨人建立渤海国，而粟末靺鞨与高句丽人所占比例皆不大。
1. 公元713年（唐开元元年），唐玄宗使鸿胪卿崔䜣（亦作“崔忻”）前往辽东，册封靺鞨首领大祚荣为渤海郡王。公元714年夏，崔䜣使命完成后原路返回长安复命，路经都里镇(今中国辽宁旅顺)，为纪念这次册封盛事，崔䜣于黄金山凿井两口（史称“鸿胪井”）、刻石一块。刻石文字共29字，分三行自上而下自右向左书写：「敕持节宣劳靺羯使鸿胪卿崔忻井两口永为记验开元二年五月十八日」。根据这一存世石刻文字所记载，崔䜣受敕命所册封的对象族属为“靺羯（鞨）”。[5]
2. 中國《舊唐書》卷一九九下《渤海靺鞨傳》記載：“渤海靺鞨大祚榮者，本高麗別種也。”[6]
3. 中國《新唐書》卷二一九《渤海傳》記載：“渤海，本粟末靺鞨附高麗者，姓大氏。”[7]
4. 与渤海国同时代的新罗人崔致远上书唐廷的谢恩表《谢不许北国居上表》中有如下文字：“按渤海之源流也，句丽未灭之时，本为疣赘部落，靺鞨之属，实繁有徒，是名粟末小蕃，尝逐句丽内徙。其首领乞四比羽及大祚荣等，至武后临朝之际，自营州作孽而逃，辄据荒丘”。[8]
5. 日本《類聚國史》卷一九三記載：“又傳奉在唐學問僧永忠所附書：‘渤海國者高麗之故地也，天命開別天皇七年高麗王高氏為唐所滅也，后以天之真宗豐祖父天皇二年大祚榮始建渤海國，和銅六年受唐冊立，其國延袤二千里，無州縣官驛，處處有村里，皆靺鞨部落。其百姓者，靺鞨多，土人少，皆以土人為村長，大村曰都督，次曰刺史，其下百姓皆曰首領，土地極寒，不宜水田，俗頗知書。’”[9]

持此学说的学者有刘义棠、金毓黻、王承礼、朱国忱、郑永振、李东辉、尹铉哲以及池内宏等人。其中金毓黻在其历史著作《渤海国志长编》“丛考”中认为：“大氏一族初附於高丽，继国於粟末部故地，而中朝则始称为粟末靺鞨，后乃定称为渤海，其本末之序如此。”。

#### 粟末靺鞨说
许多中国学者在“渤海国的主体民族是靺鞨族”这一观点之下，认为靺鞨族的主体人口是“粟末靺鞨”部落，如刘毅、魏国忠、郝庆云等学者。

#### 靺鞨他部说
“渤海国的主体民族是靺鞨族”一说中，还有学者主张渤海国主体民族是靺鞨族中的其他部人， 而非粟末靺鞨人。
如中国学者李健才指出，《旧唐书》所说的“渤海靺鞨大祚荣者，本高丽别种也”，是指“素附于高丽”的白山靺鞨人，而不是“每寇高丽”的粟末靺鞨人，更不是高丽人。
中国学者杨军指出：粟末靺鞨被高句丽打败以后，主体部分降隋进入中原，后随安史乱军南下居于华北地区，多融入汉族之中。粟末部的主体部分未参与大祚荣的东迁建国。虽然渤海王室是“粟末靺鞨附高丽者”,但这只是粟末部的一小部分。虽然起领导作用的是“粟末靺鞨附高丽者”,但粟末部在东迁靺鞨人中所占的比例是很小的。
亦有中国学者进一步指出：渤海建国集团主要由原伯咄、安车骨、拂涅、白山等四部靺鞨人构成，粟末靺鞨与高句丽人所占比例皆不大，所以认为渤海建国集团以粟末靺鞨人为主体的传统认识是不正确的。

### 高句丽人说
由于对于渤海国的主体民族存在争议，朝韩学者以及少数日本学者认为渤海国主体民族为高句丽人，持有此观点的学者主要有朴时亨、李龙范、卢泰敦、白鸟库吉等人。

#### 争议
不同时期，一些学者提出渤海国的主体民族是高句丽人，其主要根据就是《旧唐书·渤海靺鞨传》所记载的“渤海靺鞨大祚荣者，本高丽别种也”一句。《旧唐书》后，多部中国史书或书籍如《唐会要》、《五代会要》、《旧五代史》、《太平寰宇记》、《册府元龟》、《新五代史》、《资治通鉴》、《宋史》、《辽史》等，均转誊此记载，因此，韩国学者朴时亨所撰《为了渤海史的研究》、朝鲜社会科学院历史研究所所著《渤海国》、日本人白鸟库吉所撰《论渤海国》都提出构成渤海国的主体民族源自高句丽。
该观点的其它依据也包括：在于武王大武艺致日本圣武天皇国书中“复高丽之旧居，有扶余之遗俗”一句话，以及柳得恭《渤海考》中“高氏亡，金氏有其南，大氏有其北”。以及崔致远《谢不许北国居上表》等文章中断定渤海属于高句丽。
朝、韩、日学者之所以提出“高句丽人说”这种主张，可能有以下两个原因：
1. 对文献的不同释读：朝、韩、日学者可能错误地翻译了《旧唐书》所载的“本高丽别种也”这句汉语。这里的“别种”二字指出创建渤海国的大祚荣只是跟高丽族相类而不同种，类似这样“别种”或“别部”的汉语说法与写法，在中国史籍中经常出现。如《魏书·羯胡石勒传》中，就称说“羯语”、“深目、高鼻、多须”的羯族石勒为“匈奴别部”。
2. 旧时代政治的需要：某些学者基于殖民历史、政治主张的需要，刻意主张“别种”即“同种”之意，将非主体民族的高句丽遗民认定为渤海国的主体民族，并误导了其后该国渤海史的研究。

### 渤海新民族说
该观点认为渤海国的主体民族是当时新生成的渤海族，即“将渤海国的主体民族称为靺鞨是不妥当的”。观点认为：“第一阶段是粟末靺鞨形成阶段，在渤海建国前；第二阶段是渤海靺鞨民族形成阶段，在8 世纪初；第三阶段是渤海国征服海北后相互融合，渤海族逐渐形成阶段，在8 世纪后期到9 世纪初；最后，由于渤海在10 世纪为契丹所灭，其民族融合进程也为之中断”；“其民族中柔和了一些非靺鞨的成分......‘渤海’这一称呼代替‘渤海靺鞨’是民族融合的必然趋势”。因而认为其融合形成的新民族“渤海族”才是其民族属性。
主张此观点者为中国部分学者，其代表者有崔少熹、孙秀仁、干志耿、孙进己、程妮娜等人。
关于历史上是否形成过具有共同认同感的“渤海族”，也有学者提出了异议，如中国学者金香等。

### 其它观点
俄罗斯学者主要倾向于认为渤海国内个民族都有独立的高度的文明，是完全独立的共同体。
日本学者对渤海的族属问题争论比较大，但也不过都在靺鞨与高丽之间，所以在此就不多作阐释。

## 語言
渤海國書面使用漢文（文言文）。
渤海人使用的語言情況尚不明瞭，可能使用渤海語。關於渤海語的資料稀少，其詳細情況仍然不明。僅在《新唐書》中收錄有若干可能為渤海語的片語。據推測，統治階層使用汉语而一部高句麗語與普通民众和地方多用靺鞨語。亦有看法認為渤海語事實上是含有靺鞨語辭彙的高句麗語。其中亦可能夾有少數漢語成分。
根據中國的史書記載，渤海國“有文字”，但因迄今为止未发现独特的渤海文字，所以多数学者认为史籍所载的“文字”应为漢字（文言文）；但俄羅斯歷史學會從考古學的資料研究認為，渤海國可能存在獨特的文字，但此觀點未受到一般認同。

## 姓氏
渤海人姓氏，除王族大氏而外，還有高、張、楊、竇、烏、李等右姓，以及幾與漢族姓氏相通的所謂庶姓。從渤海民族姓氏構成及其發展演變過程可以看出，渤海是一個多元性民族，渤海姓氏，是渤海接受中原文化，渤海民俗文化漢化後在姓氏文化上的反映。渤海姓氏文化同中原一樣在一定歷史時期內對國家的政治、經濟、文化都曾產生過重要影響。

### 渤海高氏
高氏是继王室之后的第一大姓，其族人有不少在唐朝政府做官。有學者認為渤海右大姓高氏为高句丽王族。

## 渤海国滅亡後的民族歷史
有關渤海国滅亡後渤海人動向的史料極為有限。根據《遼史》和《高麗史》的記載，渤海国滅亡前發生的政治鬥爭中失敗的貴族流亡到高麗。渤海被契丹滅亡後，大光顕等遺民繼續抵抗契丹，試圖復國，失敗後率數萬民衆亡命高麗。
另外《金史》中，記載與過去渤海為敵的黒水靺鞨發展為女真族，滅遼國建立金朝後，完顔氏自稱是渤海王大氏的子孫。一部分被遼國囚禁的渤海人與金朝在中華文化的傳承上合作，金朝優待了這些渤海人。這可以從金国渤海貴族中出大臣和皇后輩出來推察。雖與女真同屬靺鞨一脈，但是地位排在女真人之下，契丹、漢人之上。
金朝滅亡後，金朝的渤海貴族在蒙古帝國統治下與女真人、契丹人、高麗人一起被歸為漢人（原金国统治地区的各民族的统称），渤海人之名漸漸從歷史消失。留居東北的渤海人明代成為建州女真。
对于究竟有多少渤海人亡命并不同文的新罗国的争议。一些学者根据今天韩国的姓氏中很少渤海姓氏，认为融入者甚少。

## 渤海人建立的国家
渤海国之後，渤海人又建立了以下幾個國家。

### 稱帝者
- 兴辽（1029年－1030年）
- 大渤海（大元，1116年）

### 稱王者
- 定安国（938年－1003年）
- 兀惹（烏舎城渤海，981年～996年以後）
- 日本学者日野开三郎在其著述《定安国考》中描述後渤海：
  - 渤海（復興，928年－976年）
  - 渤海（大光显建立，930年－934年）
  - 渤海（再興，989年－1018年）

### 其他渤海遺民勢力
- 大鸾河（979年－984年）